# Ferþumlungur
Ferþumlungur war ein kleines von insgesamt sechs historischen auf Island benutzten Flächenmaßen.
Das Ferþumlungur lässt sich wie folgt umrechnen:
- 1 Ferþumlungur = 1 Quadrat-Þumlungur = 6,84 Quadratzentimeter